# Руднев, Сергей Владимирович
Сергей Владимирович Руднев (6 мая 1905, Москва — 16 октября 1990, Москва) — советский спортсмен, играл в настольный теннис и футбол, после окончания карьеры стал футбольным арбитром.

## Биография
Родился в Москве в 1905 году, по одним данным, 6 мая, по другим, 30 марта или 12 апреля; дата 6 мая — на его могиле. Играл на позиции вратаря за младшие команды предшественников московского «Спартака»: «Красная Пресня», «Пищевики», «Промкооперация». В 1932 году присоединился на два сезона к «Дукату» (Москва), вторую половину карьеры провёл «Спартак-клубная». В 1936 году некоторое время был начальником московского «Спартака».
Помимо футбола занимался хоккеем с мячом и настольным теннисом. В 1930 году он выиграл чемпионат Москвы по настольному теннису.
Судейством начал заниматься с 1927 года. 3 июня 1947 года получил всесоюзную категорию. В высшей лиге СССР в качестве главного арбитра провёл 67 матчей, во всех лигах — 75 и ещё восемь как лайнсмен. В 1956 году стал обладателем Почётного судейского знака, а в 1977 году — знака «Почётный судья по спорту».
В 1956—1966 годах работал старшим инженером Дворца спорта Центрального стадиона имени В. И. Ленина в Москве. В 1961 году Руднев издал брошюру «100 вопросов и ответов по футболу». Жену Руднева звали Евгения Петровна, его сын, Владимир, пошёл по стопам отца, став судьёй международной категории по футболу.
Скончался 16 октября 1990 года в Москве. Похоронен на 12-м участке Ваганьковского кладбища, Москва.